# 須藤眞志
須藤 眞志（すどう しんじ、1939年8月6日 - ）は、日本の歴史学者。京都産業大学名誉教授。専門は日米関係史。

## 経歴
群馬県高崎市生まれ。群馬県立高崎高等学校、慶應義塾大学法学部政治学科卒業。慶應義塾大学大学院法学研究科博士課程を修了し、1987年「日米開戦外交の研究 日米交渉の発端からハル・ノートまで」で、法学博士の学位を取得。

## 著書

### 単著
- 『日米開戦外交の研究――日米交渉の発端からハル・ノートまで』（慶應通信、1986年）
- 『ハル・ノートを書いた男――日米開戦外交と「雪」作戦』（文春新書、1999年）
- 『真珠湾「奇襲」論争――陰謀論・通告遅延・開戦外交』（講談社選書メチエ、2004年）

### 共著
- （上条末夫・寺崎修・稲葉光彦）『政治学概論』（北樹出版、1992年）

### 編著
- 『現代史――戦後世界の潮流』（学陽書房、1988年）
- 『戦後世界の潮流』（学陽書房、1991年）
- 『20世紀現代史』（一藝社、1999年）

### 共編著
- （花井等）『新比較外交政策論』（学陽書房, 1992年）